# سداسي أكسيد ثنائي الكلور
سداسي أكسيد ثنائي الكلور هو مركب كيميائي من أكاسيد الكلور صيغته Cl2O6، ويوجد في الشروط القياسية على شكل سائل أحمر. تختصر صيغته أحياناً على الشكل ClO3، لذلك يعرف باسم ثلاثي أكسيد الكلور، وأيضاً باسم بيركلورات الكلوريل؛ وهناك حالتا أكسدة للكلور فيه: V وVII.

## التحضير
يحضّر المركب من تفاعل ثنائي أكسيد الكلور مع الأوزون:
{\displaystyle \mathrm {2\ ClO_{2}+2\ O_{3}\longrightarrow Cl_{2}O_{6}+2\ O_{2}} }
كما يمكن أن تتم عملية التحضير من تفاعل فلوريد الكلوريل مع حمض البيركلوريك:
{\displaystyle \mathrm {ClO_{2}F+HClO_{4}\longrightarrow Cl_{2}O_{6}+HF} }

## الخواص
يوجد المركب عند درجة حرارة الغرفة على شكل سائل أحمر، ولكنه غير مستقر وسرعان ما يتفكك، لذلك يحفظ عند درجات حرارة منخفضة دون −30 °س. عند وصف المركب أول مرة كان الاعتقاد بوجوده على شكل ثلاثي أكسيد الكلور ClO3 في الطور الغازي؛ لكن وجد لاحقاً أن البنية مؤلفة من ذرتي كلور مركزيتين موصولتين بجسر أكسجيني، ويبقى محافظاً على تلك البنية إلى أن يتفكك حرارياً إلى بيركلورات الكلور والأكسجين.
يتميز المركب بخواصه المؤكسدة القوية جداً، إذ يتفاعل مع المركبات العضوية بشكل انفجاري؛ كما يمكن أن يتفاعل مع الذهب ضمن شروط خاصة للحصول على ملح الكلوريل؛ إذ لديه المقدرة على التفاعل على هيئة −[ClO2]+[ClO4] مع عدة مركبات.